# 4845 Tsubetsu
4845 Tsubetsu (1991 EC1) là một tiểu hành tinh vành đai chính được phát hiện ngày 5 tháng 3 năm 1991 bởi Endate và Watanabe ở Kitami.